# Ludvík Singer
Ludvík Singer, německy Ludwig Singer (13. února 1876 Kolín – 23. července 1931 Praha) byl sionistický aktivista, československý politik a meziválečný poslanec Národního shromáždění za Židovskou stranu.

## Biografie
Narodil se v Kolíně v tehdejším Rakousku-Uhersku. Vystudoval Právnickou fakultu české univerzity v Praze. Původně patřil do českožidovského hnutí. Hillel J. Kieval ho řadí mezi ty českožidovské aktivisty, které ovšem vyhrocená atmosféra česko-německé konfrontace na přelomu století posunula směrem ke kultivaci samostatné židovské etnické identity. Už od počátku 20. století se angažoval v sionistických organizacích. Do sionistického hnutí se zapojil roku 1907. Od roku 1910 byl předsedou sionistického oblastního výboru v Čechách.
V roce 1918 patřil mezi přední postavy Národní rady židovské, která sdružovala sionisticky a národně orientované Židy. V parlamentních volbách v roce 1920 kandidoval za Sdružené židovské strany do Národního shromáždění, ale strana nezískala potřebný počet hlasů pro vstup do parlamentu. Totéž se opakovalo i během parlamentních voleb v roce 1925, kdy Singerova kandidatura za Židovskou stranu nebyla úspěšná, mimo jiné i kvůli roztříštění židovských hlasů (na východě republiky se etablovala konzervativní Židovská hospodářská strana).
Až po dalších parlamentních volbách v roce 1929 se stal poslancem Národního shromáždění za Židovskou stranu, která ovšem kandidovala v koalici se stranami československé polské menšiny. Dva poslanci za Židovskou stranu (kromě Singera ještě Julius Reisz) pak po volbách vstoupili do poslaneckého klubu Československé sociálně demokratické strany dělnickě. Během působení v parlamentu se Singer zabýval právními otázkami.
Angažoval se též na komunální scéně. V komunálních volbách v roce 1919 byl zvolen za Stranu uvědomělého židovstva do pražského zastupitelstva, po vzniku Velké Prahy byl pak zvolen v letech 1923 a 1927 za Židovskou stranu do ústředního pražského zastupitelstva (vždy uváděn coby advokát bydlící na Praze I, čp. 61).
Zemřel 23. července 1931 v Praze. Pohřben byl na Novém židovském hřbitově na Olšanech. V parlamentu jej nahradil Angelo Goldstein.
Jeho vnučkou byla spisovatelka Hana Bořkovcová.